# Obșce, Orihiv
Obșce (în ucraineană Обще) este un sat în comuna Vilneanka din raionul Orihiv, regiunea Zaporijjea, Ucraina.

## Demografie
Componența lingvistică a localității Obșce
     Ucraineană (93,04%)
     Rusă (6,59%)
     Alte limbi (0,37%)
Conform recensământului din 2001, majoritatea populației localității Obșce era vorbitoare de ucraineană (93,04%), existând în minoritate și vorbitori de rusă (6,59%).